# Оппи, Грэм
Грэм О́ппи (англ. Graham Oppy; род. 6 октября 1960, Беналла, Виктория, Австралия) — австралийский философ, специализирующийся на философии религии. 
Он профессор философии и заместитель декана по научной работе в Университете Монаша, генеральный директор Австралазийской ассоциации философии, главный редактор Австралазийского философского обозрения, заместитель редактора Австралазийского философского журнала. Также входит в редколлегии журналов Philo, Philosopher’s Compass, Religiology Studies и Sophia. В 2009 году был избран членом Австралийской академии гуманитарных наук. 
Некоторые философы, в том числе Уильям Лейн Крейг и Эдвард Фезер, называют Оппи одним из наиболее влиятельных современных защитников атеизма.

## Книги
- «Онтологические аргументы и вера в Бога» (англ. «Ontological Arguments and Belief in God», 1996 ISBN 0-521-48120-1).
- «Философские взгляды на бесконечность» (англ. «Philosophical Perspectives on Infinity», 2006 ISBN 0-521-86067-9).
- «Спор о богах» (англ. «Arguing About Gods», 2006 ISBN 0-521-86386-4).
- «Эволюция против креационизма в австралийских школах» (англ. «Evolution vs Creationism in Australian Schools», chapter in The Australian Book of Atheism, 2010 ISBN 978-1-921640-76-6.
- «Лучший аргумент против Бога» (англ. «The Best Argument Against God», 2013 ISBN 978-1-137-35413-6).
- «Переосмысление философии религии: Самоуверенное введение» (англ. «Reinventing Philosophy of Religion: An Opinionated Introduction», 2014 ISBN 978-1-137-43455-5).
- «Описание богов: Исследование божественных атрибутов» (англ. «Describing Gods: An Investigation of Divine Attributes», 2014 ISBN 978-1-107-08704-0).
- «Рутледжский справочник по современной философии религии (Routledge Handbooks in Philosophy)» (англ. «The Routledge Handbook of Contemporary Philosophy of Religion (Routledge Handbooks in Philosophy)», 2017 ISBN 978-1-138-57405-2).
- «Атеизм и агностицизм (Элементы философии религии)» (англ. «Atheism and Agnosticism (Elements in the Philosophy of Religion)», 2018 ISBN 978-1-108-45472-8).
- «Атеизм: основы» (англ. «Atheism: The Basics», 2018 ISBN 978-1-138-50696-1).
- «Натурализм и религия: современное философское исследование (Исследование философии религии)» (англ. «Naturalism and Religion: A Contemporary Philosophical Investigation (Investigating Philosophy of Religion)», 2018 ISBN 978-0-815-35466-6).
- (с Йозефом Котерским[англ.]) «Теизм и атеизм: противоположные аргументы в философии» (англ. «Theism and Atheism: Opposing Arguments in Philosophy», 2018 ISBN 978-0028664453).
- «Компаньон по атеизму и философии (Blackwell Companions to Philosophy» (англ. «A Companion to Atheism and Philosophy (Blackwell Companions to Philosophy)», 2019 ISBN 978-1-119-11911-1).
- «Есть ли Бог?: Дискуссия (Маленькие дебаты о важных вопросах» (англ. «Is There a God?: A Debate (Little Debates about Big Questions)», 2021 ISBN 978-0367243944).